# Хилково (река)
Хилково — река в России, левобережный приток Ветлянки. Протекает в Самарской области. Устье реки находится в 5,3 километрах от устья Ветлянки. Длина реки — 16 километров. Площадь водосборного бассейна — 142 км².

## Данные водного реестра
По данным государственного водного реестра России относится к Нижневолжскому бассейновому округу, водохозяйственный участок реки — Большой Кинель от истока и до устья, без реки Кутулук от истока до Кутулукского гидроузла. Речной бассейн реки — Волга от верхнего Куйбышевского водохранилища до впадения в Каспий.
Код объекта в государственном водном реестре — 11010000812112100008609.